# عبد الرؤوف الدقيل
عبد الرؤوف الدقيل مواليد 4 أغسطس 1995 في الأحساء، السعودية، هو لاعب كرة قدم سعودي يلعب لنادي هجر.

## روابط خارجية
- عبد الرؤوف الدقيل على موقع Soccerway.com (الإنجليزية)